# Hallsberg
Hallsberg (em sueco: Hallsberg;  PRONÚNCIA) é uma cidade da parte central da Suécia, situada na província histórica de Närke.
Tem cerca de 8 525 habitantes (2021).
É a sede do município de Hallsberg, pertencente ao condado de Örebro.
Está situada a 22 km a sul da cidade de Örebro.

Hallsberg é um importante nó ferroviário, localizado no cruzamento da linha do Oeste (Västra stambanan) com a linha de Mjölby–Gävle, com ligações a Estocolmo, Gotemburgo, Karlstad/Oslo, Motala e Örebro.
A estrada europeia E20 passa perto de Hallsberg, ligando-a a Örebro e Estocolmo, assim como a Gotemburgo.